# Unione giuristi cattolici italiani
L'Unione giuristi cattolici italiani, spesso abbreviata mediante l'acronimo UGCI, è un'associazione che si pone lo scopo di contribuire all'attuazione dei principi dell'etica cristiana nell'interpretazione del diritto e nell'attività legislativa, giudiziaria ed amministrativa.

## Origine e idee ispiratrici
L'Unione nacque nel 1948 sotto la spinta e l'influsso di giuristi quali Giuseppe Capograssi e Francesco Carnelutti proponendosi di contribuire alla costruzione di un ordine giuridico che fosse critico nei confronti di esperienze culturali, quali il positivismo giuridico, che secondo i fondatori dell'Unione avrebbe contribuito alla formazione dei regimi totalitari della prima metà del XX secolo.
In particolare l'idea di diritto propugnata dall'Unione presenta una matrice connessa al pensiero giusnaturalista cattolico, ossia una idea ricollegata alla morale ed alla normatività della natura e dunque una idea alternativa sia al positivismo giuridico che a tutte le concezioni non-cognitiviste e relativiste. In sintonia con la dottrina cristiano-cattolica, l'Unione promuove la realizzazione di uno Stato di diritto che abbia ben saldi i principi naturali dell'uomo e il cui potere politico sia comunque sempre funzionale e di servizio al diritto stesso.

## Attività
L'Unione, attraverso i suoi convegni, i suoi studi e le pubblicazioni, ha trattato di volta in volta temi importanti nell'ambito della discussione dottrinale giuridica. 
Fra i temi fondamentali trattati dall'Unione, appare doveroso menzionare quelli più strettamente connessi alla Dottrina sociale della Chiesa cattolica e alla dottrina giuspubblicistica 'classica', quali le società intermedie nell'approfondimento del principio di sussidiarietà e dell'istituzionalismo romaniano, le funzioni dello stato moderno tra democrazia, stato sociale e principi inviolabili, il progresso della comunità internazionale, la tutela dei diritti della persona umana nell'ambito del sistema economico. 
Accanto a tali questioni, l'Unione ha trattato anche una serie di tematiche dal carattere più contingente - fra le quali è possibile menzionare, esemplificativamente, la libertà di stampa, la tutela giuridica dell'ambiente, la legislazione sugli stupefacenti, la protezione della vita umana e della famiglia.
Nel corso della sua vita hanno fatto parte dell'Unione, come membri o presidenti, Giuseppe Capograssi, Antonio Segni, Francesco Santoro Passarelli, Sergio Cotta, Carlo Cardia, Pietro Gismondi, Costantino Mortati, Giuseppe Dossetti, Giuseppe Dalla Torre, Francesco D'Agostino e Feliciano Benvenuti.

## Struttura
L'Unione dei Giuristi Cattolici Italiani presenta una struttura che consta di un'Unione centrale, con sede in Roma, e di una serie di Unioni Locali (fra le quali anche quella romana) dotate di assemblea, consiglio e presidenza. I delegati delle Unioni Locali compongono l'Assemblea che, a sua volta, elegge il Consiglio centrale, nel cui contesto sono eletti il Comitato esecutivo ed il Presidente centrale, il quale rappresenta legalmente l'Unione. Accanto al Presidente dell'Unione può essere previsto un Presidente onorario. 
Il Presidente centrale in carica è Damiano Nocilla, già membro dei Servizi di supporto all'attività del Senato della Repubblica, abilitato professore ordinario e docente a contratto presso l'Università degli Studi "Roma 3". 
Il Presidente onorario dell'Unione è Francesco D'Agostino, già ordinario di Filosofia del diritto presso l'Università di Roma "Tor Vergata". 

## Pubblicazioni
L'Unione cura altresì istituzionalmente un bollettino ufficiale, nonché la pubblicazione di opere e saggi a carattere scientifico-dottrinale. 
In primis va menzionata la pubblicazione della rivista trimestrale di cultura giuridica Iustitia, edita da Giuffrè, il cui primo numero risale al 1948, anno della fondazione dell'Unione. 
In secondo luogo, si segnala l'apertura della casa editrice Jus Quia Justum, le cui opere sono diffuse tramite la piattaforma Pensare il Diritto. 
Opere librarie a carattere monografico o collettaneo sono pubblicate, infine, nelle collane I Quaderni di Iustitia e Le Ragioni del Diritto.